# Ytterstholmen (Piteå)
Ytterstholmen is een Zweeds eiland behorend tot de Pite-archipel. Het eiland ligt voor de kust van Piteå’s buitenwijk Djupviken. Op het eiland staan talloze zomerhuisjes en er is daarom een soort wegennet. De op het vasteland richtlijn eiland heet ook Yttersholmen.